# Ciliarmuskeln
Ciliarmuskeln är en ringformad muskel i ögat som finns i ciliarkroppen som linsen är upphängd i. Den reglerar hur buktig linsen är. Om synen fokuseras på någonting långt bort vilar muskeln och linsen blir planare, och när synen fokuseras på något närbeläget, till exempel en dataskärm, spänns muskeln och linsen blir buktigare. Processen kallas för ackommodation och sker automatiskt utan viljans direkta inflytande. 
Vid cykloplegi förlamas ciliarmuskeln tillfälligt genom att man droppar till exempel Cyklogyl eller Atropin i ögat.